# 1460
1460 (MCDLX) a fost un an bisect al calendarului iulian, care a început într-o zi de marți.

## Nașteri
- dată necunoscută: Vasco da Gama explorator portughez (d. 1524)
- dată necunoscută: John Cabot  (d. 1498)
- dată necunoscută: Tilman Riemenschneider  (d. 1531)
- dată necunoscută: Hans Holbein cel Bătrân pictor german (d. 1524)
- dată necunoscută: Leon Evreul filosof, medic și scriitor evreu de origine portugheză (d. 1530)
- dată necunoscută: Nicolau Coelho explorator portughez (d. 1504)
- dată necunoscută: Jan Joest van Calcar  (d. 1519)
- dată necunoscută: Alessandro Araldi pictor italian (d. 1529)

## Decese
- 30 decembrie: Richard Plantagenet, Duce de York, 49 ani (n. 1411)